# Агата Сицилійська
Ага́та (лат. Agatha; бл. 231 — бл. 251) — римська діва-християнка, свята. Достовірних даних про її життя не збереглося. Життєпис, що існує в латинській (ранній, VI ст.) і грецькій (пізній) традиціях, є радше легендарним. За переказами, народилася на Сицилії, в шляхетній християнській родині. Місцем народження вважається Катанія або Палермо. Була дуже вродливою дівчиною. Вирішивши присвятити себе Богові, дала обітницю чистоти і невинності. Відмовляла усім залицяльникам, серед яких був місцевий сенатор-язичник Квінціан. Зазнала переслідувань за віру в часи правління імператора Деція (250—253). Попри спроби Квінціана спокусити її до шлюбу і віровідступництва, залишалася вірною Христу. Віддана у руки катів, які піддали дівчину жорстоким тортурам. За наказом Квінціана їй відрізали груди — епізод, що став одним із класичних тем європейського живопису. Мала видіння святого апостола Петра, який у чудесний спосіб зцілив її. Померла мученицькою смертю від подальших катувань у в'язниці. Після смерті на могилі Агати ставалися чудеса. Вшановувалася як свята мучениця у ранніх християн в Італії. Згадується в «Мартиролозі Єроніма» (362). Канонізована потс-фактум папою Григорієм I, який заснував на її честь церкву. Одна з найшанованіших християнських мучениць, імені якої присвячені численні твори мистецтва та літератури. Вшановується в католицькій, православних і деяких протестантських церквах. День вшанування за григоріанським та новоюліанським календарями — 5 лютого. В іконографії та живописі зображується у вигляді красивої дівчини зі знаряддями катування, ножицями, оголеними грудьми тощо. Патрон Сицилії, Катанії, Палермо, Мальти, Сан-Маріно, міста Волочиськ; захисниця від вулканів, пожеж, блискавок, раку грудей; згвалтованих, закатованих, няньок. Також — свята Агата (лат. Sancta Agatha), Агафа (лат. Αγάθη), Агафія; Агата Катанійська (лат. Agatha Catanensis).

## Інциденти
У вересні 2020 року вандали напали на і пограбували церкву св. Агати в сицилійській Кальтаніссетті і викинули на підлогу мощі святої Агати. Двох італійців було затримано, інших шукають.

## Храми
- Готська церква святої Агати (Італія, Рим)

## Іконографія

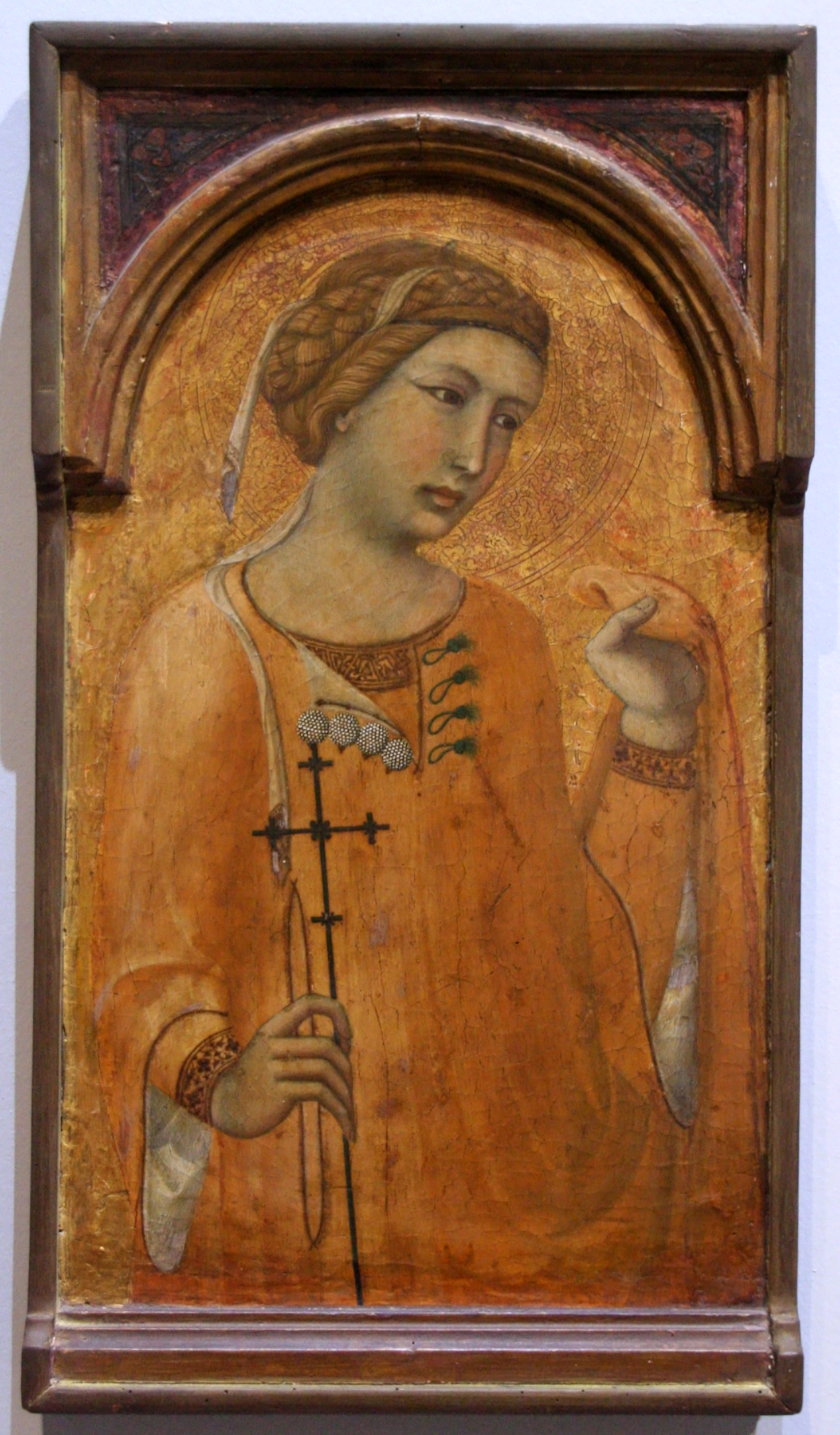
Свята Агата П'єтро Лоренцетті, 1320—1329
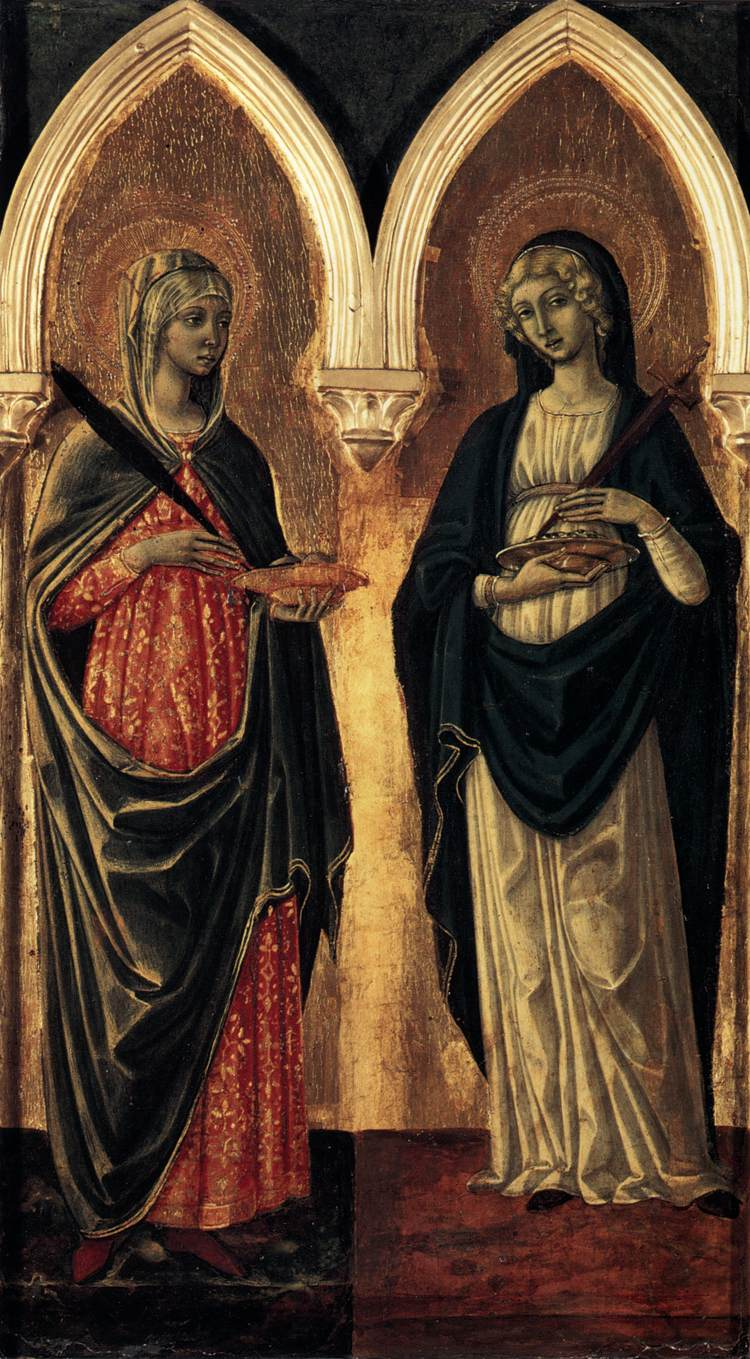
Святі Луція і Агата Гвідоччо Коццареллі, 1480
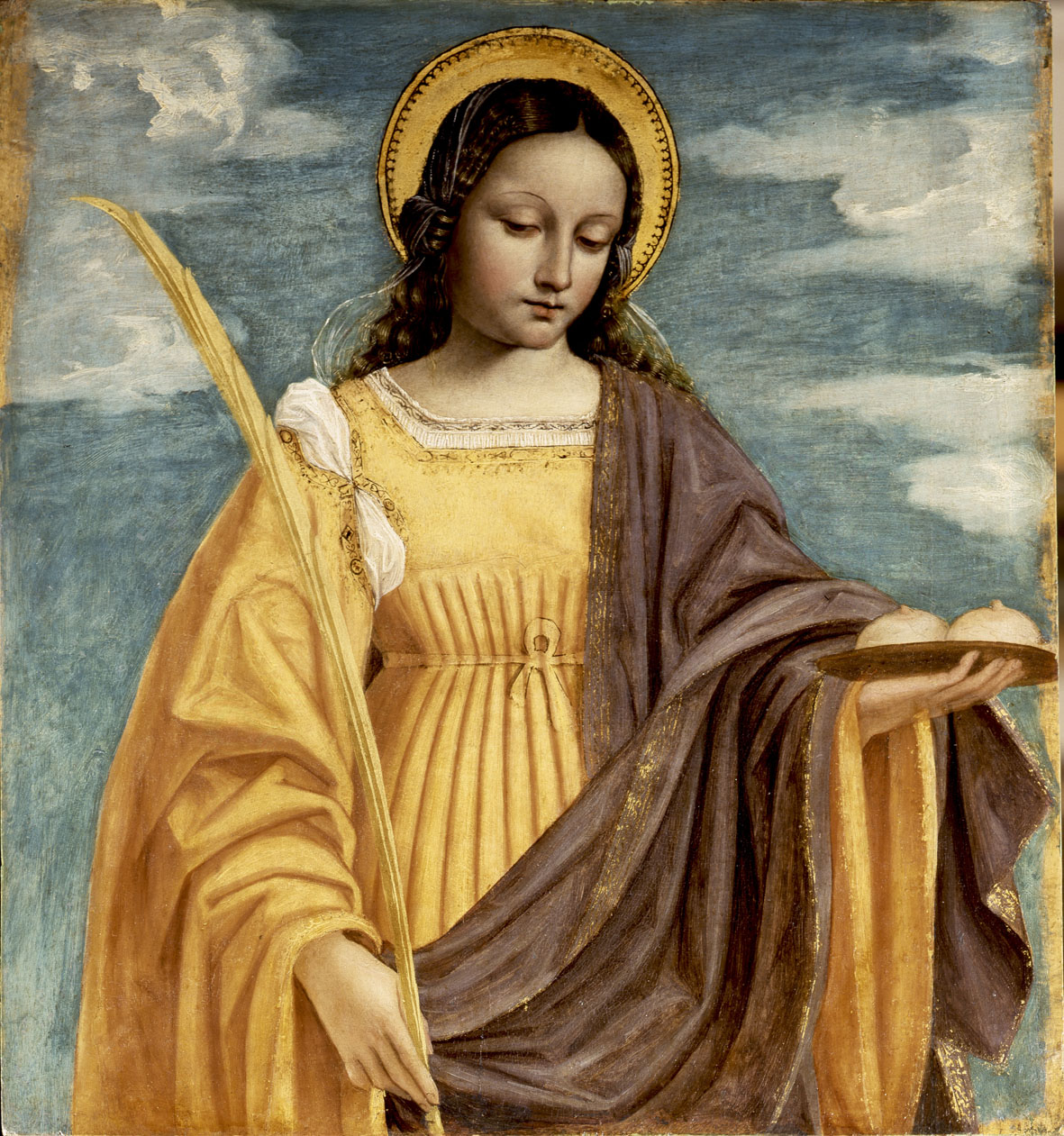
Свята Агата Амброджо Бергоньоне, 1510
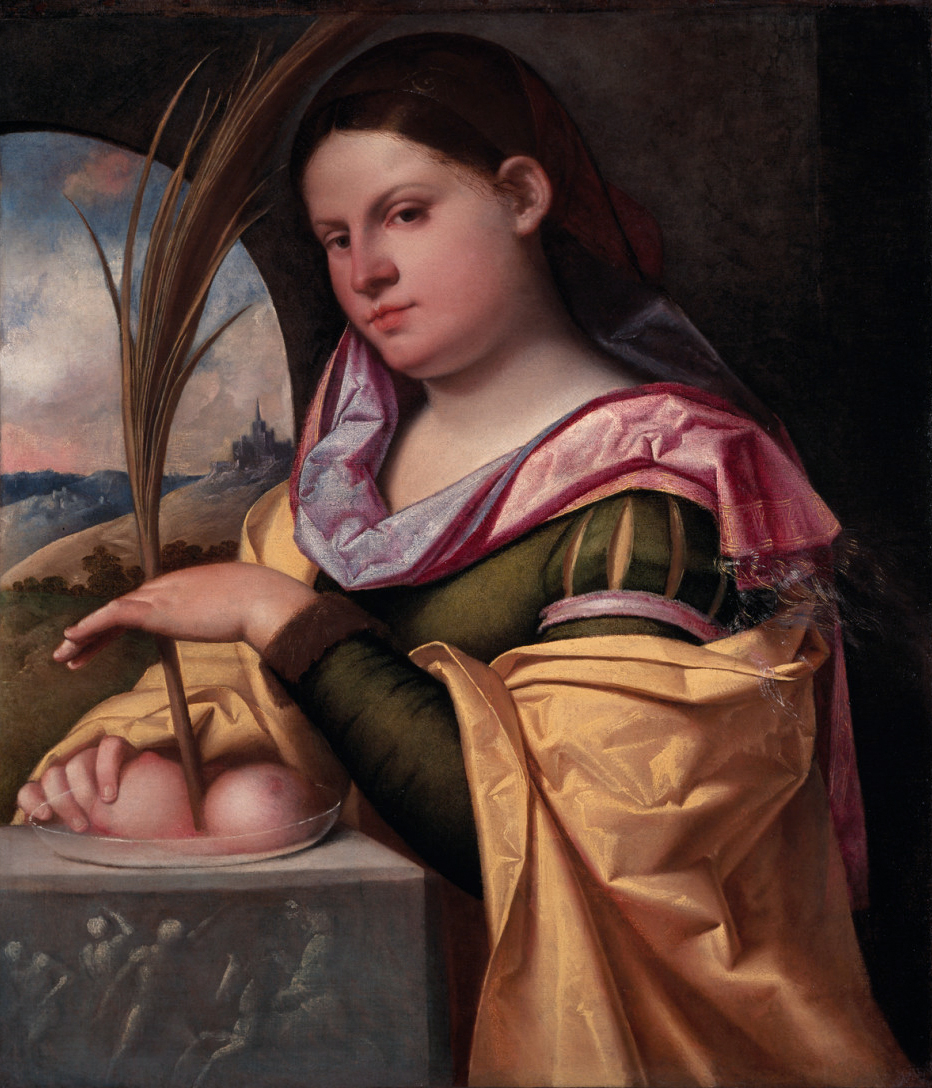
Свята Агата Джованні Каріані, 1516—1517
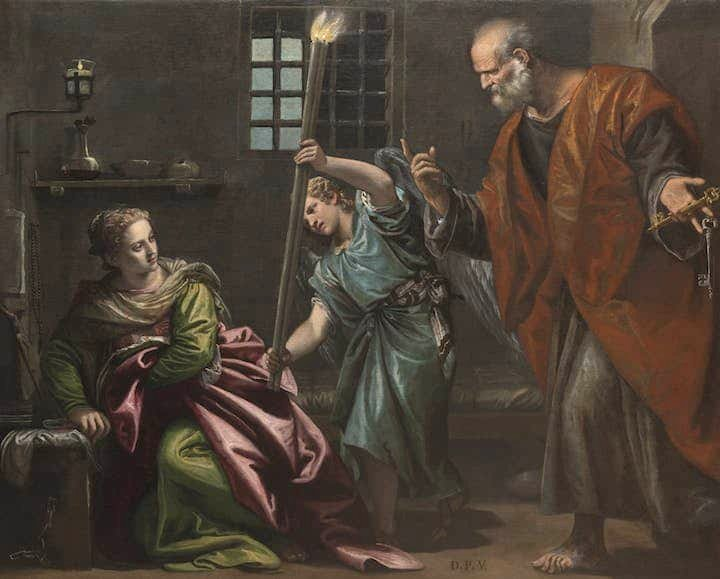
Святий Петро відвідує Агату Паоло Веронезе, 1566
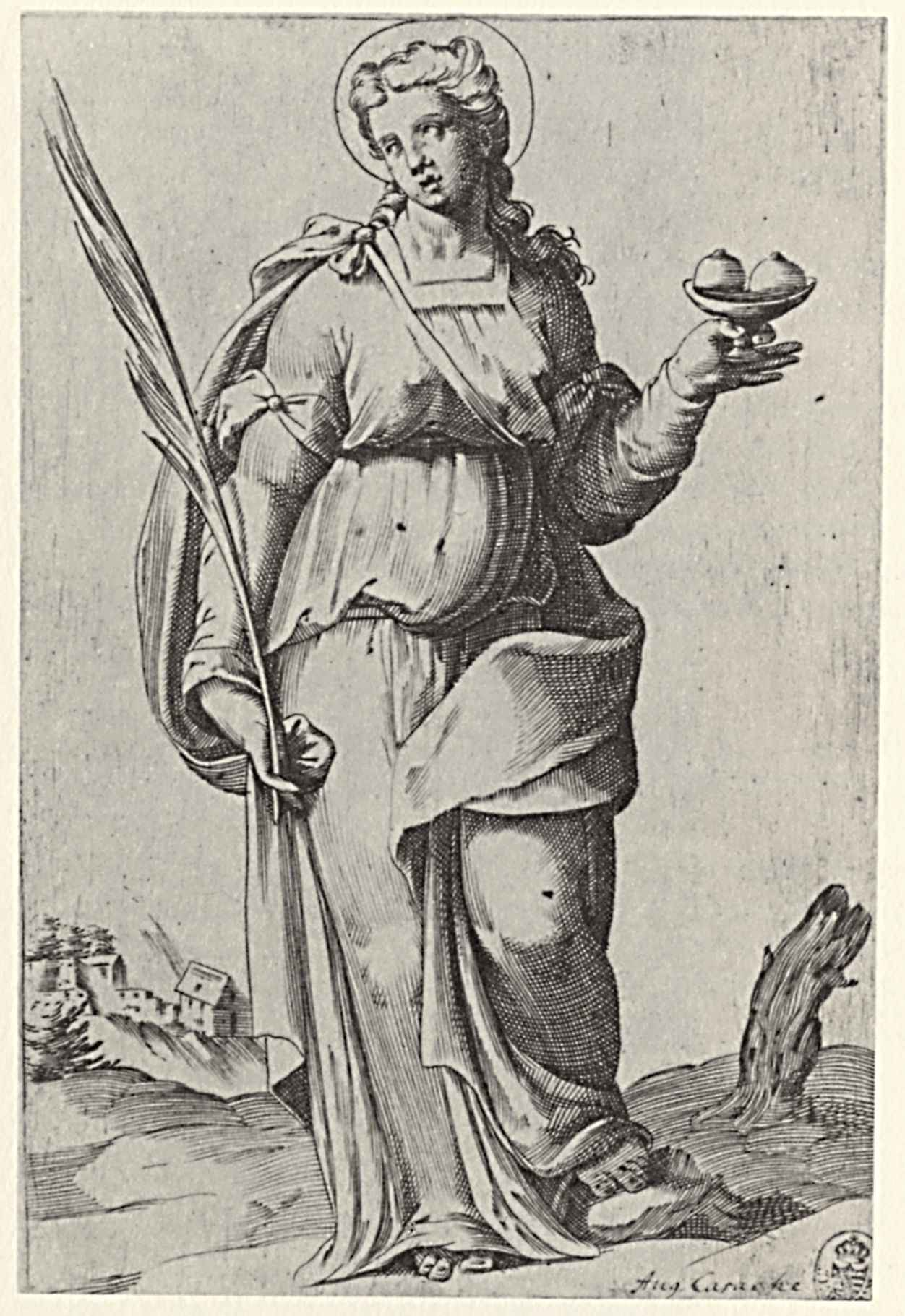
Свята Агата Агостіно Карраччі, 1576—1578
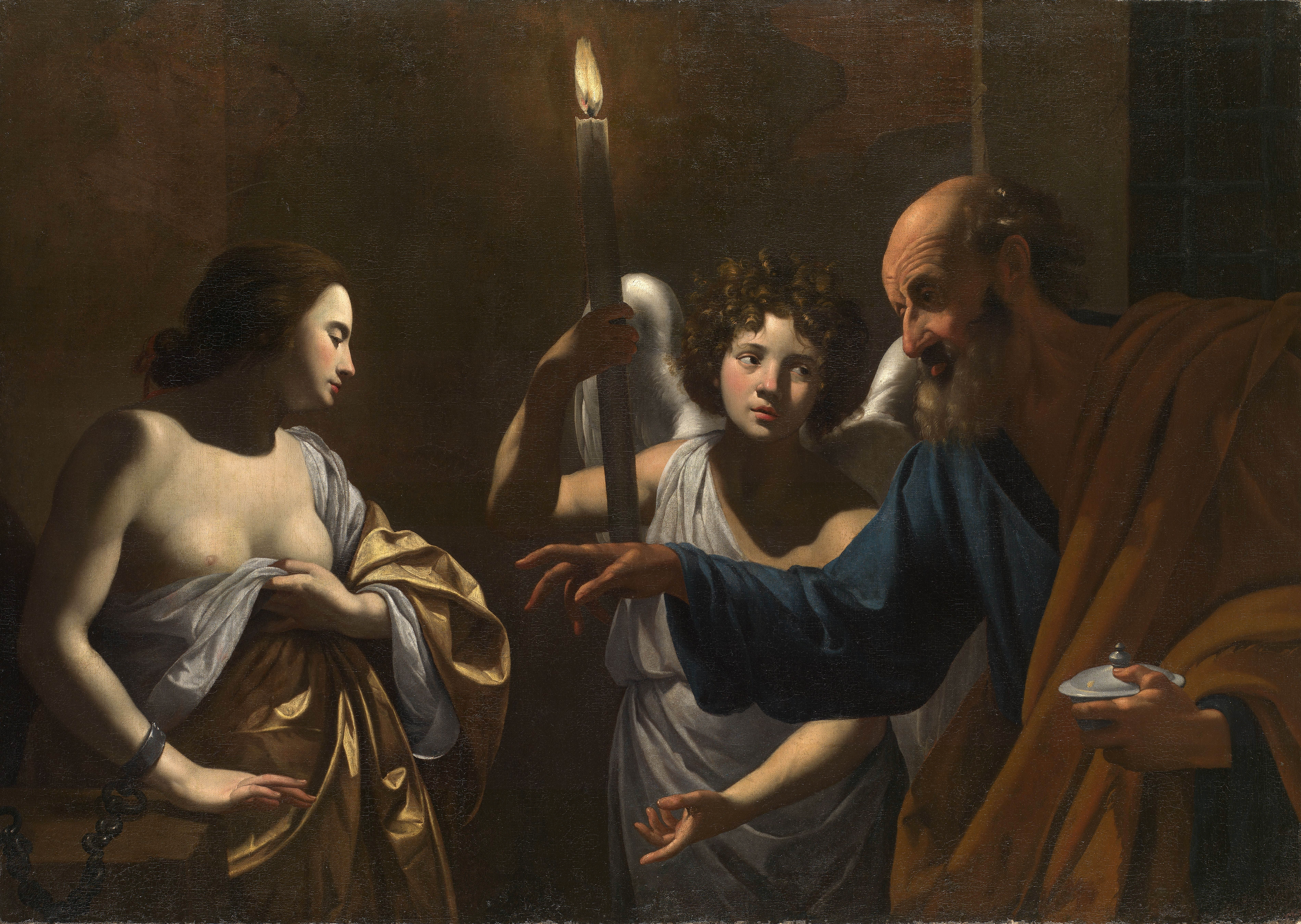
Святий Петро відвідує Агату Сімон Вуе, 1624
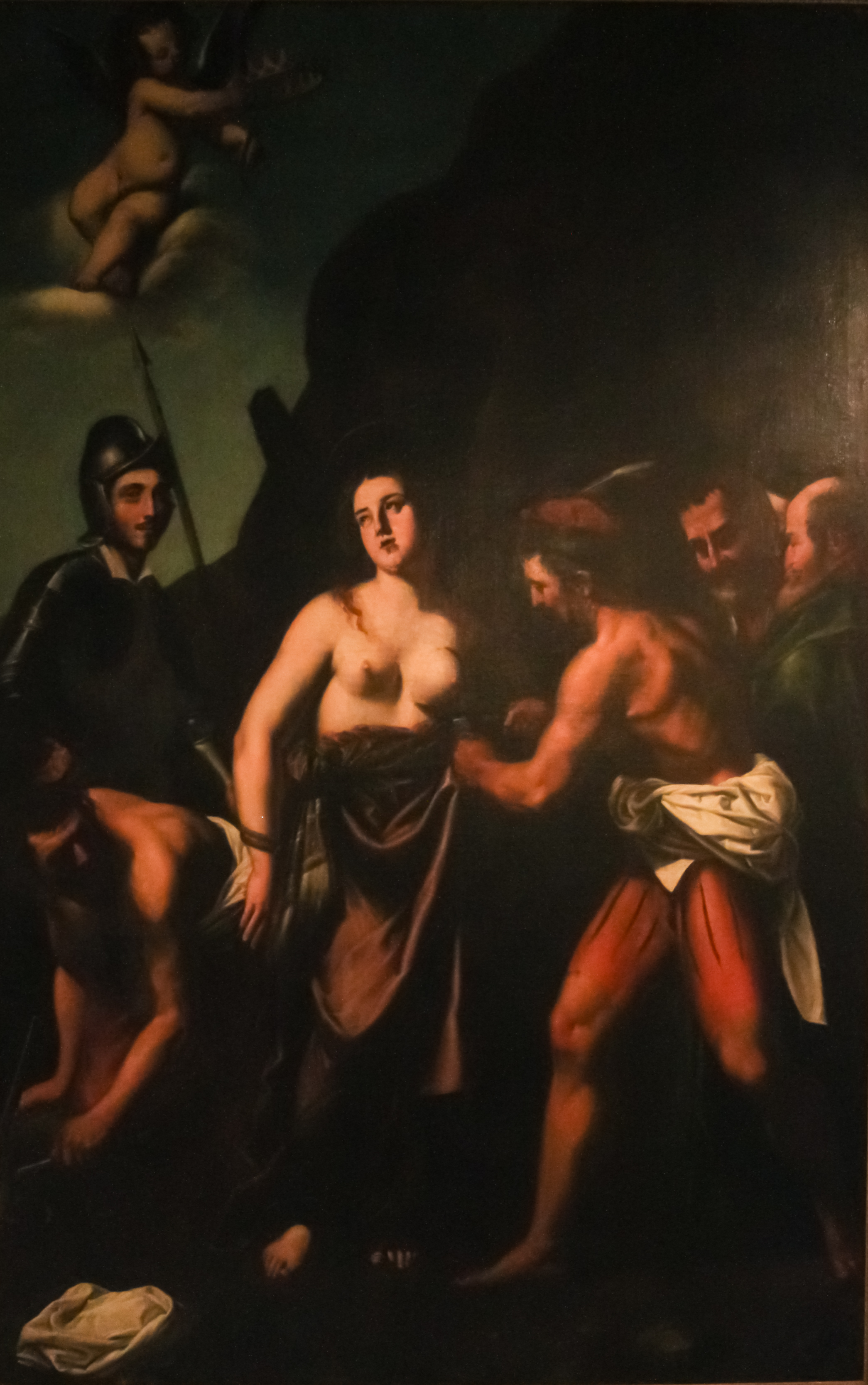
Мучеництво Агати Джованні Бальйоне, 1630-ті
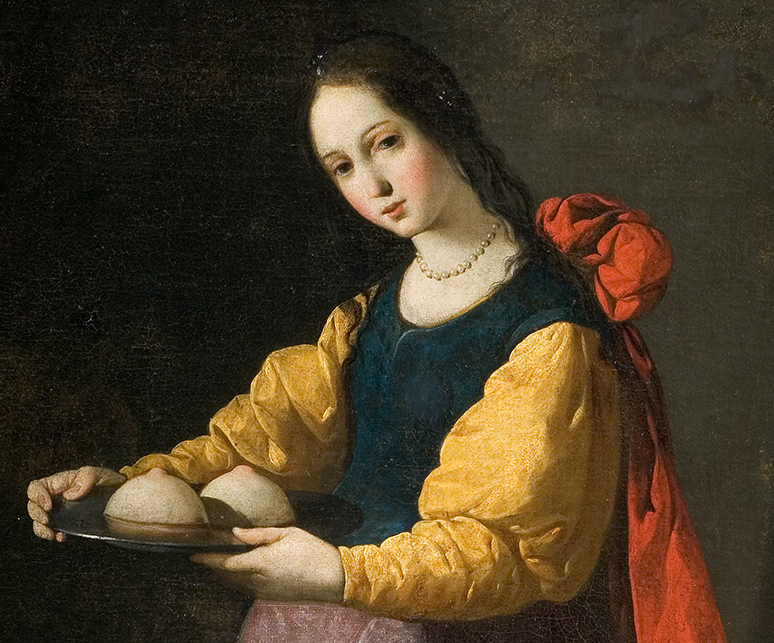
Свята Агата Франсіско де Сурбаран, 1630—1633
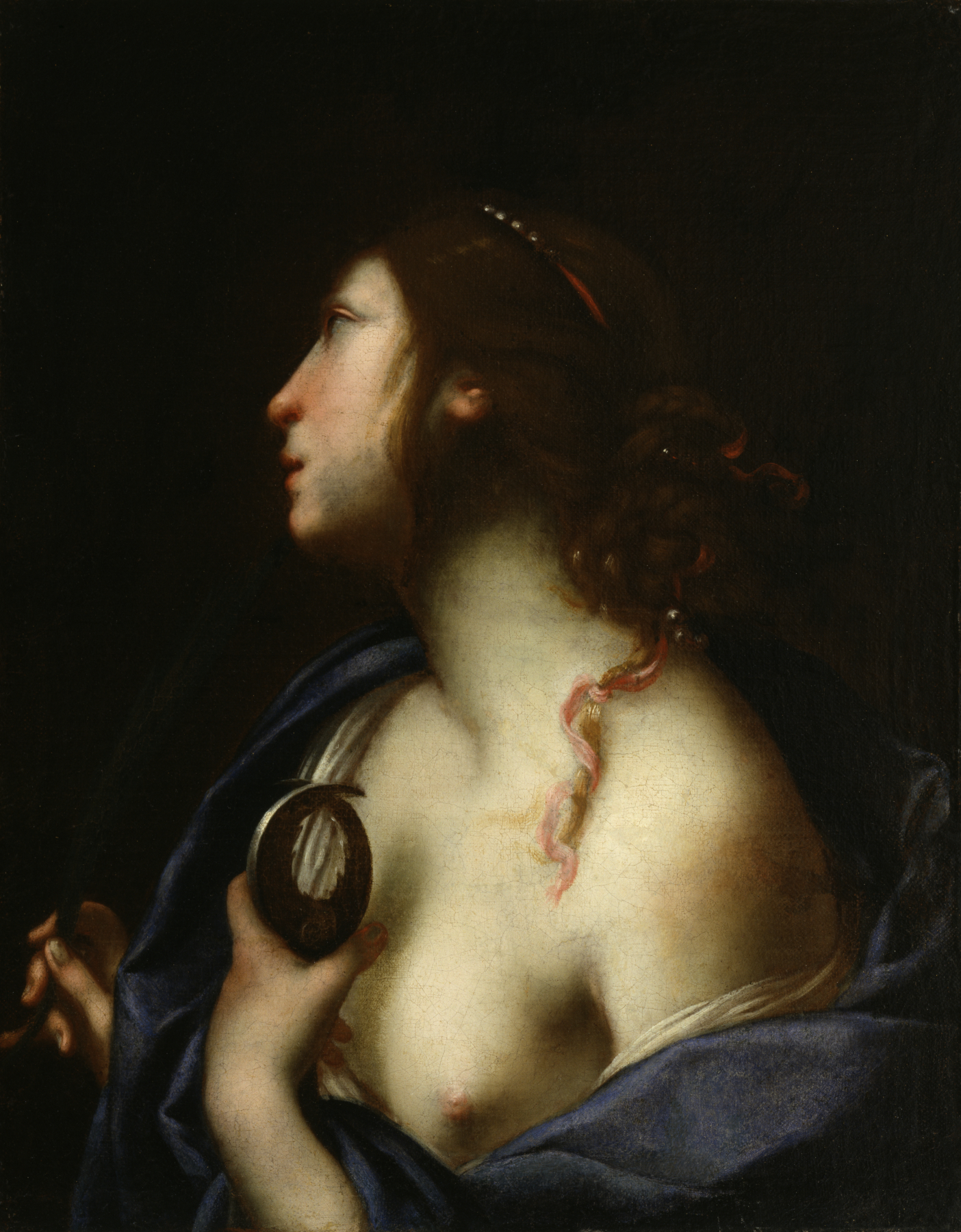
Свята Агата Франческо Фуріні, 1635—1645
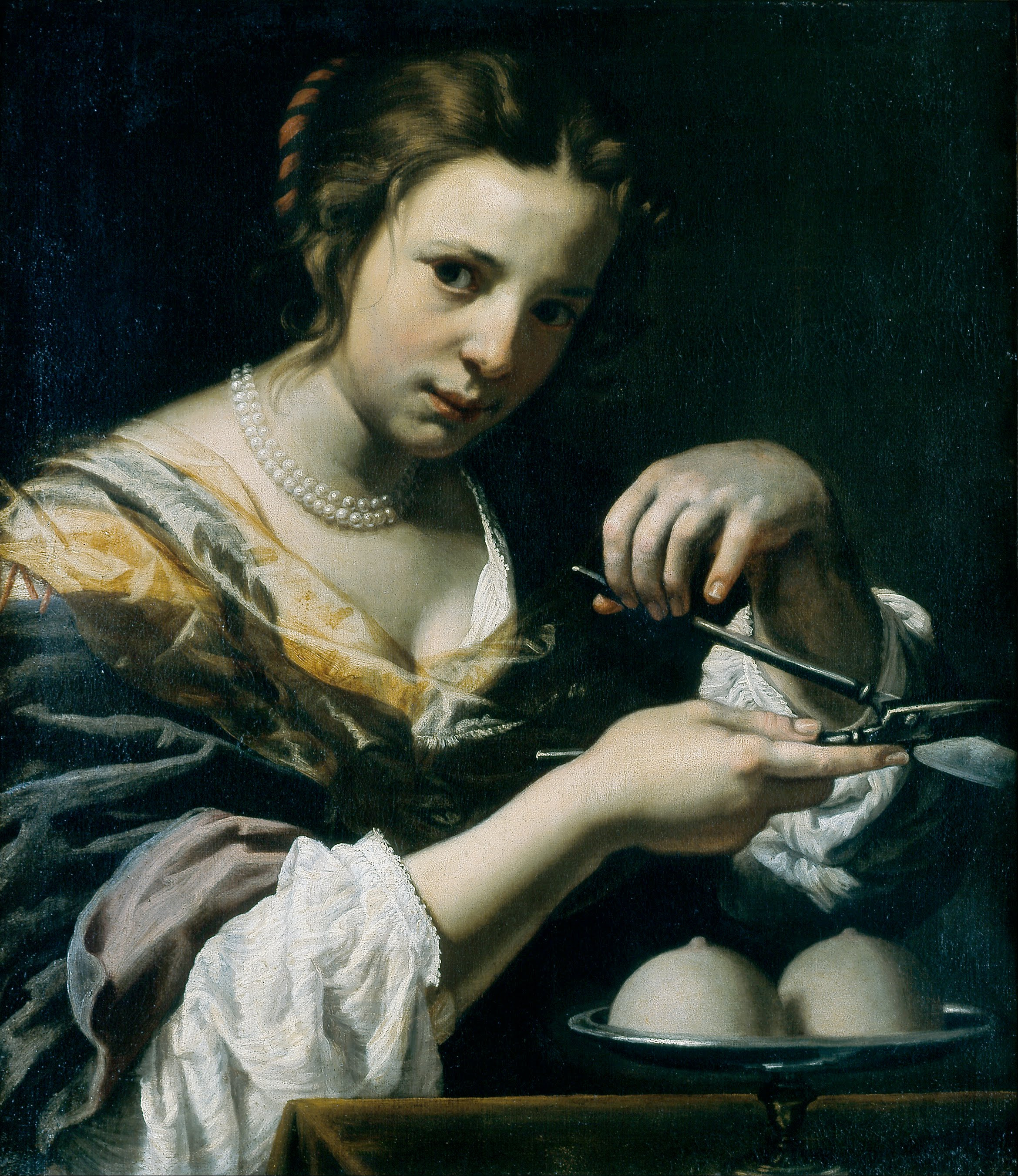
Свята Агата Лоренцо Ліппі, 1638—1644
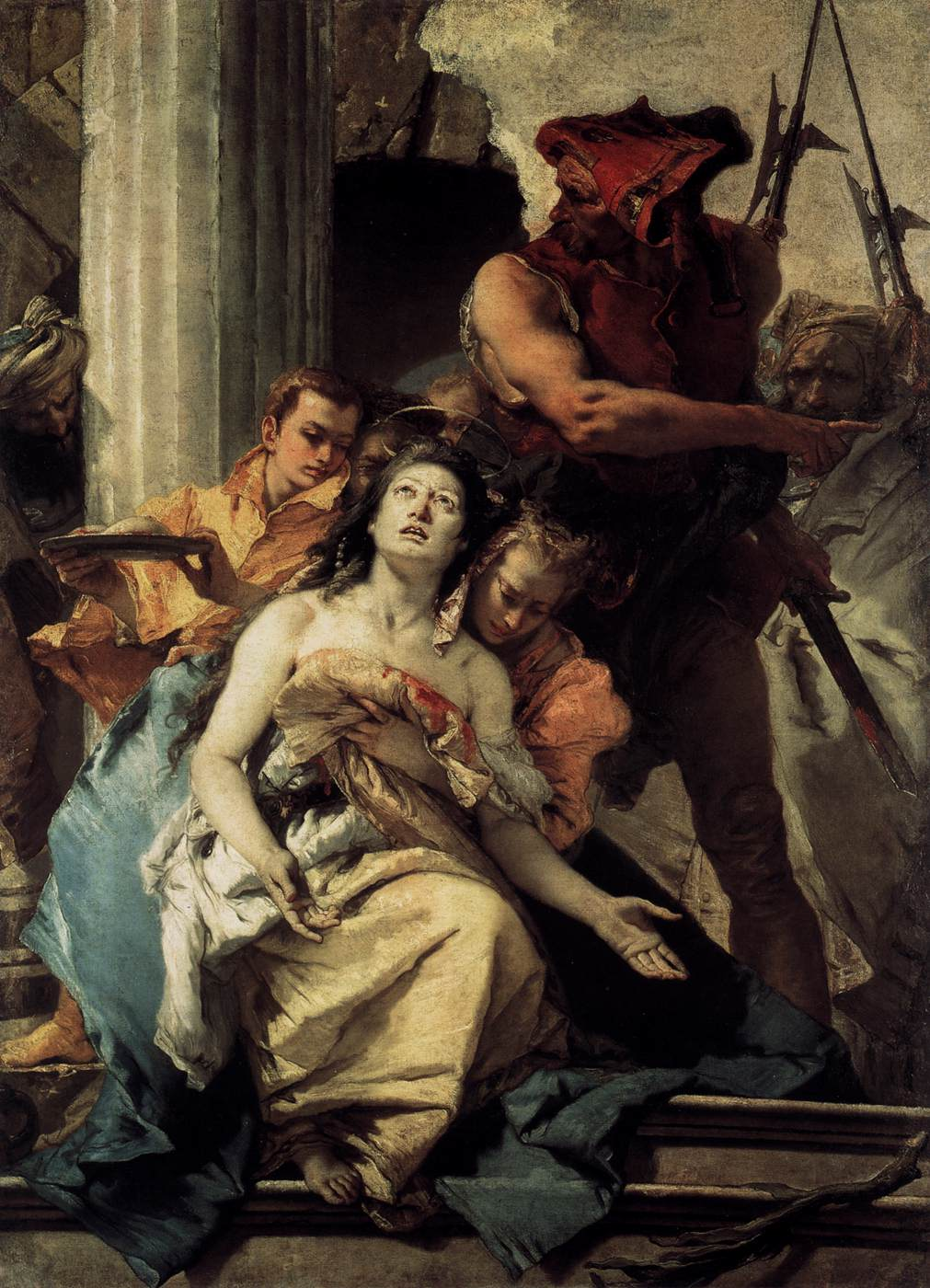
Мучеництво Агати Джованні Баттіста Тьєполо, 1756

## Патрон
- Україна: Волочиськ
- Іспанія: вся країна
- Італія: Сицилія, Катанія, Палермо
- Мальта: вся країна
- Сан-Марино: вся країна